# 達爾富爾 (明尼蘇達州)
達爾富爾（英語：Darfur）是一個位於美國明尼蘇達州沃通旺縣的城市。

## 歷史
達爾富爾由芝加哥和西北運輸公司於1899年4月設立，1903年12月31日升格為村，1974年1月1日因明尼蘇達州將所有建制地區統稱為城市而變成城市。此地得名自蘇丹地區達爾富爾或兩位北歐鐵路工人的對話。

## 人口
根據2020年美國人口普查的數據，達爾富爾的面積為0.59平方千米，皆為陸地。當地共有人口84人，而人口密度為每平方千米142人。